# 5967 Edithlevy
Az 5967 Edithlevy (ideiglenes jelöléssel 1991 CM5) egy kisbolygó a Naprendszerben. Carolyn Shoemaker fedezte fel 1991. február 9-én.